# Петров-Гладкий, Владимир Николаевич
Владимир Николаевич Петров-Гладкий (1 апреля 1948, Москва, РСФСР — 16 апреля 2017, Москва, Российская Федерация) — советский и российский художник.

## Биография
Учился в частной школе-студии Василия Ситникова. Член Творческого союза художников России. Член-корреспондент Международной академии культуры и искусства (МАКИ). Начал выставляться с 1967 г.

## Музеи, коллекции
- Музей Людвига, Вена, Австрия
- Музей современного искусства, Джерси Сити, США
- Коллекция нонконформистского искусства из Советского Союза Нортона и Нэнси Додж, Jane Voorhees Zimmerly Art Museum, Нью-Джерси, США
- Коллекция Kolodzei Art Foundation, Нью-Джерси, США
- Частные коллекции в России, США, Европе, Австралии, Латинской Америке, Канаде

## Награды
- Медаль Генерального Совета провинции Арденн и Мэрии г. Седан (Франция) вручена как почетному участнику фестиваля фантастического искусства «Chimeria 2005»
- Медаль «Национальное достояние» вручена фондом «Меценаты столетия» в январе 2008.